# Дротткветт
Дротткветт (др.-сканд. Dróttkvætt, Дроёттквэтт) или «дружинный размер» — трёхтактный стихотворный размер, наиболее детально разработанный в скальдической поэзии. Размер использует различные формы аллитераций и ассонансов, удовлетворяющих требованиям германского стиля аллитерационного стиха.

## Структура и правила дротткветта
Станс дротткветта состоит из восьми строк. В каждой его строке должно быть шесть слогов, три из которых несут метрическое ударение, и две-три аллитерации. Ударные слоги одновременно несут и словесное ударение. Как правило, они долгие, но иногда два кратких слога могут заменить один долгий. Каждая строка заканчивается хорейной стопой.
В нечетных строках использовались неполные внутренние рифмы и так называемый скотхендинг (skothending), когда рифма получается одинаковым набором согласных с различными гласными, не обязательно в начале слова.
Чётные строки обязательно начинались с ударного аллитирирующего слога. В них использовались полные внутренние рифмы и так называемый адальхендинг (aðalhending) — рифмовка схожих слогов, не обязательно в конце слова.
Дротткветт подразумевает одни из наиболее жестких правил в скальдической поэзии. Требования были настолько жесткими, что часто поэма записывалась двумя синтаксами, то есть отдельные предложения могли переплетаться друг с другом. Общие правила переплетения: одно из двух первых предложений должно закончиться раньше, чем начнётся третье. Частный тип вставки занимает всю предпоследнюю строку полустрофы и первую половину последней строки.

## Сложности стихосложения и примеры построения
Большинство дошедших до нас дрёттквэттов сохранились в скандинавских сагах, особенно в биографиях скальдов. Чтобы лучше понять особенности размера дроттветта, их надо разобрать на примере.
Согласно «Красивой коже» конунг Харальд III в битве при Стамфорд-Бридже произнес следующие строки дротткветтом (ассонансы и аллитерации выделены жирным; предложения цветом: нач. I, кон. I, нач. II, кон. II):
|                           | Krjúpum vér fyr vápna, (valteigs), brǫkun eigi, (svá bauð Hildr), at hjaldri, (haldorð), í bug skjaldar. (Hátt bað mik), þar's mœttusk, (menskorð bera forðum), hlakkar íss ok hausar, (hjalmstall í gný malma). |  | Стояли на коленях мы пред оружием соколиное поле, бьющимся нет, так приказала Хильд, в бою, держащая слово, во впадине щита. высоко просила меня, где столкнулись, ожерелия жердь нести раньше Хлёкки лед и черепа, шлема ствол в гремящей стали. |  |
| Харальд III, перевод: по. | |  | |  |

По преданию саги вначале Харальд сочинил это произведение в форме форнирдислага (fornyrðislag), но посчитав его негодным, сочинил новый уже в форме дроттквета. Хотя сам факт пересочинения может быть вымышленным, наличие такого эпизода свидетельствует о степени уважения к данной форме поэзии.
Фактическое отсутствие в дословном переводе связности мысли объясняется использованием большого количества кеннингов в приведенной висе. Их использование необходимо не только для придания произведению насыщенности и замысловатой формы, но и для того чтобы строго соответствовать правилам дротткветта. Использованные кеннинги следует читать так: «соколиное поле» означает «рука», «ожерелия жердь» — «женщина», «лед Хлёкки» — блестящий «меч», «шлема ствол» — «голова», «возмущенная сталь» — «битва».
Другие примеры скальдических вис:
|                                                   | Rístum rún á horni, rjóðum spjöll í dreyra, þau velk orð til eyrna óðs dýrs viðar róta; drekkum veig sem viljum, vel glýjaðra þýja; vitum, hvé oss of eiri öl þats Bárøðr signði. | В рог врезаю руны, Кровью здесь присловье Крашу и под крышей Красных брагодательниц Пьяной пены волны Пью из зуба зубра. Бедно, Бард, обносишь Брагой наше брашно! |                                                   |                                                   | Ölvar mik, þvít Ölvi öl gerir nú fölvan, atgeira lætk ýrar ýring of grön skýra; öllungis kannt illa, oddskýs, fyr þér nýsa, rigna getr at regni, regnbjóðr, Hávars þegna. | Лей мне пива, Эльвир Бледен ибо с пива. Дождь из дрота зубра Дрожью в рот мне льется. Ты, железна ливня Клен, стоишь преклонно. Ныне хлещет ливень Влаги Хрофта сладкий. |                                                   |
| — Эгиль, сын Грима Лысого, перевод: С. В. Петров. | — Эгиль, сын Грима Лысого, перевод: С. В. Петров. | — Эгиль, сын Грима Лысого, перевод: С. В. Петров. | — Эгиль, сын Грима Лысого, перевод: С. В. Петров. | — Эгиль, сын Грима Лысого, перевод: С. В. Петров. | — Эгиль, сын Грима Лысого, перевод: С. В. Петров. | — Эгиль, сын Грима Лысого, перевод: С. В. Петров. | — Эгиль, сын Грима Лысого, перевод: С. В. Петров. |